# Трапизонян, Галуст Парнакович
Галуст Парнакович Трапизонян (арм. Գալուստ Փառնակի Տրապիզոնյան; с. Колхида, Гагра, Абхазская АССР, Грузинская ССР, СССР) — абхазский общественный и политический деятель армянского происхождения, бывший депутат парламента Абхазии, член армянской общины Абхазии.

## Биография
Галуст Трапизонян был участником абхазо-грузинского конфликта, командовал ротой армянского батальона «Баграмян», участвовал в боях за Сухум, на высоте Цугуровка потерял ногу.
Занимается общественной деятельностью. Работает директором армянской школы № 3 имени Хачатура Абовяна в городе Гагра, является владельцем санатория «Гагрипш».